# 로버트 데이비드 홀

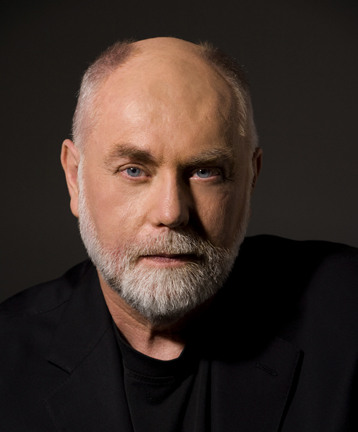
로버트 데이비드 홀

로버트 데이비드 홀(Robert David Hall, 1947년 11월 9일 ~ ) 은 미국의 배우이다.

## 출연작품

### 영화
- 네고시에이터(The Negotiator)
- 스타십 트루퍼스(Star Troopers)
- 클래스 액션(Class Action)

### TV시리즈
- 브루클린 사우스(Broooklyn South)
- 터치드 바이 앤젤(Touched by An Angel)
- 프로미스드 랜드(Promised Land)
- 엘에이 변호사(L.A.Law)
- 앤더슨빌(Andersonville)
- CSI과학수사대